# 5D/Brorsen
La Cometa Brorsen, formalmente 5D/Brorsen, è una cometa periodica del Sistema solare, appartenente alla famiglia cometaria di Giove. È stata scoperta il 26 febbraio 1846 dall'astronomo danese Theodor Brorsen, il giorno dopo il suo passaggio al perielio. Continuando il suo avvicinamento alla Terra, raggiunse la minima distanza dal nostro pianeta il 27 marzo arrivando a solo 0,52 UA; di conseguenza il diametro apparente della sua chioma aumentò e Johann Schmidt lo stimò, il 9 marzo in 3-4' ed il 22 marzo in 8-10'. Fu osservata per l'ultima volta il 22 aprile, mentre stazionava a circa 20° dal Polo Nord celeste. In base alle osservazioni raccolte durante questa prima apparizione, per la cometa fu calcolato un periodo orbitale di 5,5 anni. Si scoprì che un passaggio ravvicinato a Giove nel 1842 l'aveva inserita nell'orbita nella quale era stata scoperta: il periodo di 5,5 anni implicava che le apparizioni della cometa sarebbero state alternativamente una buona e una cattiva.
Come previsto, non fu possibile osservare la cometa nel passaggio del 1851 quando la cometa si avvicinò alla Terra a non più di 1,5 UA. L'orbita della cometa era abbastanza incerta, anche perché nel 1854 si era avvicinata nuovamente a Giove.
Il 18 marzo 1857 Karl Christian Bruhns scoprì una cometa, ne venne calcolata l'orbita e si riconobbe che si trattava della 5D/Brorsen e che le effemeridi calcolate precedentemente erano errate di tre mesi. La cometa fu seguita fino al giugno 1857.
La cometa non fu osservata nel 1862, ma fu riosservata nel 1868: un passaggio ravvicinato a Giove accorciò il suo periodo rendendola visibile nuovamente nel 1873. Una apparizione molto favorevole avvenne nel 1879, quando la cometa poté essere seguita per quattro mesi.
La cometa non fu osservata nel 1884, a causa delle circostanze sfavorevoli, come pure nel 1890 in cui invece le circostanze sarebbero dovute essere favorevoli alla sua riscoperta. La successiva apparizione "favorevole" avvenne nel 1901 ma anche in questa occasione la cometa non fu osservata.
La successiva seria ricerca fu effettuata da Brian Marsden che, pur ritenendo che la cometa avesse diminuito notevolmente la sua luminosità tanto da non essere più osservabile, calcolò un'orbita che indicava un'eccellente apparizione per il 1973, osservatori giapponesi effettuarono intensive ricerche per ritrovare la cometa ma senza alcun risultato. La cometa attualmente è considerata perduta.